# Get the Win J
Get the Win J (estilizado como GET THE WIN "J") é um single de Hironobu Kageyama lançado pela Nippon Columbia em primeiro de julho de 1995.

## Produção
A música foi composta para ser o tema de abertura do programa J League Live, sobre o Campeonato Japonês de Futebol.
A composição e o arranjo ficou com Kazuo Ishijima, que compôs várias outras músicas para cantores japoneses. O grupo criativo japonês Addy também é creditado.

## Legado
A faixa-título foi incluída em duas coletâneas de Kageyama. Mixture, lançada no mesmo ano, e na comemorativa Hironobu Kageyama 20th Anniversary Eternity, além de em seu álbum ao vivo Power Live'95 CYVOX.

## Faixas
| N.º            | Título                              | Letras                | Música              | Arranjo        | Duração |  |
| 1.             | "GET THE WIN "J""                   | Addy e Kazuo Ishijima | K. Ishijima         | K. Ishijima    | 4:07    |  |
| 2.             | "The Winner's Field (instrumental)" | instrumental          | Shinnosuke Sugiuchi | S. Sugiuchi    | 4:12    |  |
| 3.             | "GET THE WIN "J" (Karaoke Version)" | instrumental          | K. Ishijima         | K. Ishijima    | 4:07    |  |
| Duração total: | Duração total:                      | Duração total:        | Duração total:      | Duração total: | 12:26   |  |